# Землянська сільська рада (Конотопський район)
Земля́нська сільська́ ра́да — колишній орган місцевого самоврядування в Конотопському районі Сумської області. Адміністративний центр — село Землянка.

## Загальні відомості
- Населення ради: 647 осіб (станом на 2001 рік)

## Населені пункти
Сільській раді були підпорядковані населені пункти:
- с. Землянка

## Склад ради
Рада складалася з 12 депутатів та голови.
- Голова ради: Мозгова Неоніла Михайлівна
- Секретар ради: Штик Людмила Іванівна

### Керівний склад попередніх скликань
| Прізвище, ім'я, по батькові | Основні відомості                                                         | Дата обрання | Дата звільнення |
| --------------------------- | ------------------------------------------------------------------------- | ------------ | --------------- |
| Мозгова Неоніла Михайлівна  | Сільський голова, 1960 року народження, освіта вища, позапартійна         | 26.03.2006   | 31.10.2010      |
| Мозгова Неоніла Михайлівна  | Сільський голова, 1960 року народження, освіта вища, член Партії регіонів | 31.10.2010   |                 |

Примітка: таблиця складена за даними сайту Верховної Ради України